# Исабела (остров, Мексика)
Исабела (исп. Isabel) — остров в Тихом океане, территория Мексики. Площадь 1,94 км². Входит в состав штата Наярит, муниципалитета Сантьяго-Искуинтла.

## География
Остров Исабела имеет вулканическое происхождение, с максимальной высотой 140 метров над уровнем моря, и расположен в 70 км от города Сан-Блас (Наярит). Здесь расположен относительно крупный кратер, заполненный водой. На острове временно проживают исследователи, рыбаки и туристы.
На острове Исабела обитают большие колонии птиц: фрегатов (в особенности вида великолепный фрегат, Fregata magnificens), чаек (Larus heermannii), олушей, бакланов, пеликанов:201—204, фаэтонов:214.
Правительственным декретом 1980 года остров определён как национальный парк, управляемый Национальным автономным университетом Мексики и Национальным институтом экологии. В 2000 году остров получил статус охраняемой территории.

## История
Остров открыл капитан Абель-Обер Дюпти-Туар в 1836 году.